# Tzvi Avni

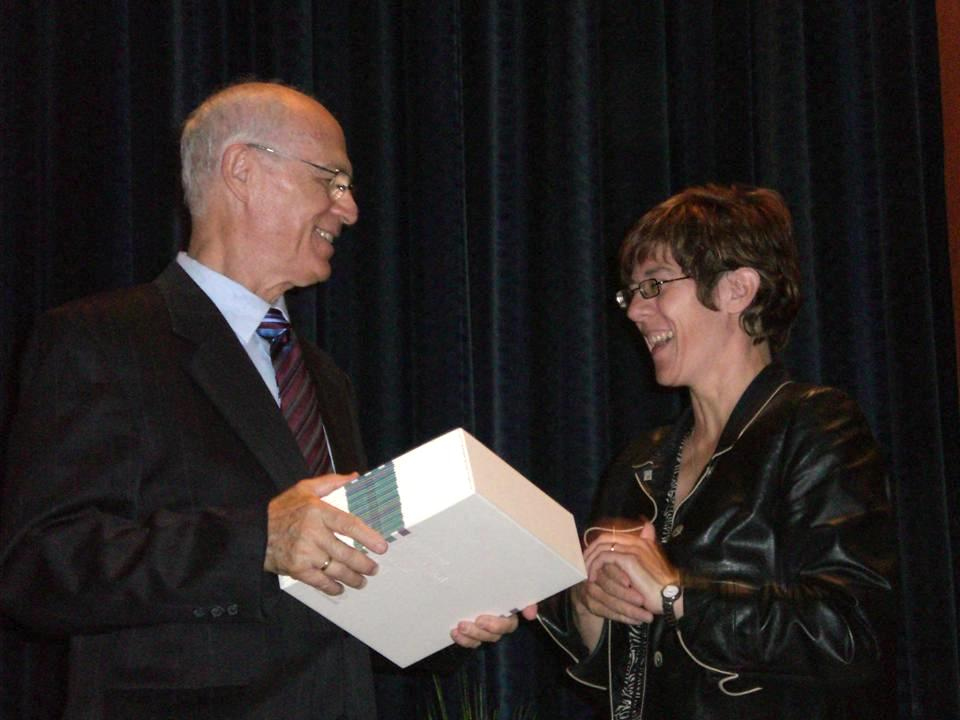
Tzvi Avni und die saarländische Bildungsministerin Annegret Kramp-Karrenbauer (2008)

Tzvi Avni (hebräisch צבי אבני; * 2. September 1927 in Saarbrücken) ist ein israelischer Komponist.

## Vita
Avni wuchs in der Saarbrücker Sophienstraße 3 unter seinem Familiennamen Hermann Jakob Steinke auf, seine Eltern waren polnische Juden. 1935 emigrierten seine Eltern mit ihm nach Haifa in Palästina; dort kam nach einigen Jahren sein Vater auf tragische Weise ums Leben.
Erst im Alter von 16 Jahren lernte er Noten lesen und Instrumente spielen. Seine  musikalische Grundausbildung erhielt er bei Paul Ben-Haim und Abel Ehrlich.  Nach dem Studium an der Israel Academy of Music der Universität Tel Aviv, an der er 1958 unter Mordecai Seter graduierte,  setzte er seine Ausbildung in den USA am Columbia-Princeton Electronic Music Center bei Vladimir Ussachevski und in Tanglewood bei Aaron Copland und Lukas Foss fort; in den USA verbrachte er nach eigenen Angaben seine glücklichsten Jahre. Seit 1971 lehrte er als Professor an der Rubin Academy of Music and Dance in Jerusalem, an der er sowohl Leiter des Departments wie auch Gründer und Leiter des Electronic Music Studio war.
Avni entwickelte neben seinen musikalischen Aktivitäten eine große Nähe zur Malerei, die sein musikalisches Schaffen nachhaltig beeinflusste. „Meine Beziehung zur Malerei war mal sehr stark, als ich jünger war. Die Malerei ist mir auch immer sehr nahe geblieben“ (Avni im Interview mit Klaus Stahmer [siehe Literatur]). Stahmer merkt dazu an: „Ganz konkret führt die Nähe zur Malerei bei Avni in „Five Pantomimes“ [siehe Werke]. Hier sind es fünf große Maler unseres Jahrhunderts, von denen er ganz bestimmte Werke zur Umsetzung ins klingende Medium auswählt: Picasso, Chagall, Kandinsky, Dali und Klee. Avni folgt seinen persönlichen optischen Eindrücken, und er setzt sie strukturell, formal und inhaltlich um.“
In seinem Frühwerk, das von Béla Bartók, Maurice Ravel, Claude Debussy und später von dem Hauptvertreter der Zweiten Wiener Schule Arnold Schönberg beeinflusst wurde, orientierte sich Avni eher am sogenannten „mediterranen Stil“, der im Israel der 1950er Jahre vorherrschte. Im darauf folgenden Jahrzehnt kam er in Kontakt mit neuen Trends der seinerzeitigen musikalischen Avantgarde, insbesondere mit der elektronischen Klangerzeugung. Letztere war ihm Medium zu einem neuen, eigenen Stil, der abstrakter wurde. Dennoch war ihm in seinem musikalischen Schaffen immer der Bezug zur Tradition der jüdischen Musik wichtig, deren Wurzeln er während seiner Beschäftigung mit der jüdischen Mystik, der Kabbala, in den siebziger Jahren erforschte. „Ich würde sagen, dass in den sechziger und siebziger Jahren meine Musik jüdischer wurde“ [Avni, zitiert bei Spangemacher].
Avni komponierte neben Balletten und Schauspielmusiken Orchesterstücke, kammermusikalische Werke, Chorwerke, Lieder, Werke für elektronische Instrumente und Musik für Filme und Hörspiele. Er publiziert häufig zu musikalischen Themen und hält weltweit Vorlesungen an Universitäten und anderen Hochschulen.
Tzvi Avni gilt als einer der wichtigsten israelischen Komponisten. Seine kompositorische Arbeit sieht er eingebunden in sein gesellschaftliches und politisches Umfeld, mit dem seine musikalischen Schöpfungen im Dialog stehen. Er lebt und arbeitet in Tel Aviv.

## Ehrenamtliche Tätigkeit (Auswahl)
- Vorsitzender „Israel Composers League“ (Israelischer Komponistenverband)
- Vorsitzender „Welttage der Musik“ 1980 (ISCM)
- Vorsitzender „National Council for Culture and Art / Komitee für Musik“
- Jury-Mitglied „Arthur Rubinstein International Piano Master Competition“

## Auszeichnungen (Auswahl)
- 1986 Acum-Preis für das Lebenswerk (Preis der „Israel Composers League“)
- 1990 Rudolf-Küstermeier-Preis (Deutsch-Israelische Gesellschaft)
- 1998 Kunstpreis des Saarlandes (Musik)
- 1998 Preis des Israelischen Premierministers für sein Lebenswerk
- 2001 Israel-Preis (Staatspreis, höchste Auszeichnung des Staates Israel)
- 2001 Lieberson-Preis
- 2001 Engel-Preis
- 2012 Der Rat der Stadt Saarbrücken beschloss am 26. Juni 2012, Tzvi Avni zum Ehrenbürger zu ernennen. Die Ehrenbürgerschaft wurde dem Künstler im Rahmen einer Feierstunde am 11. September 2012 verliehen[1]
- 2015 EMET-Preis (Der Preis wird jährlich in Jerusalem vergeben. Er wird verliehen für besondere Leistungen auf dem Gebiet der Wissenschaft, Kunst und Kultur und ist mit 1 Mio. Dollar dotiert)[2]
- 2024: Ehrenmitglied der Bayerischen Akademie der Schönen Künste[3]

## Werke (Auswahl)
- 1961/69 Prayer (für Streicher)
- 1962 Summer Strings (für Streichquartett)
- 1964 Vocalise (Electronic Music)
- 1967 Mizmorei Tehilim (für gemischten Chor a cappella)
- 1967 Collage (für Stimmen, Percussion, Flöte und Tonband)
- 1968 Five Pantomimes (für Kammerensemble)
- 1969/75 By the Depth of River (vier Lieder für Mezzosopran und Klavier)
- 1970 Holiday Mataphors (für Sinfonie-Orchester)
- 1975 Two Psalms (für Oboe und Streicher oder Streichquartett)
- 1979 Epitaph Sonata (Piano-Sonate nr. 2)
- 1980 Programme Music (für Sinfonie-Orchester)
- 1982 Love under a Difference Sun (Liederzyklus zu Texten „primitiver“ Kulturen für Mezzosopran, Flöte, Violine und Violoncello)
- 1985 Metamorphoses on a Bach Chorale (für Sinfonie-Orchester)
- 1989 Deep Callet unto Deep (Kantate für gemischten Chor, Sopran und Orchester oder Orgel)
- 2008 The Lord is my Shepherd (für gemischten Chor a cappella)